# Kragplatte
Kragplatte bezeichnet ein Bauelement in der Architektur.

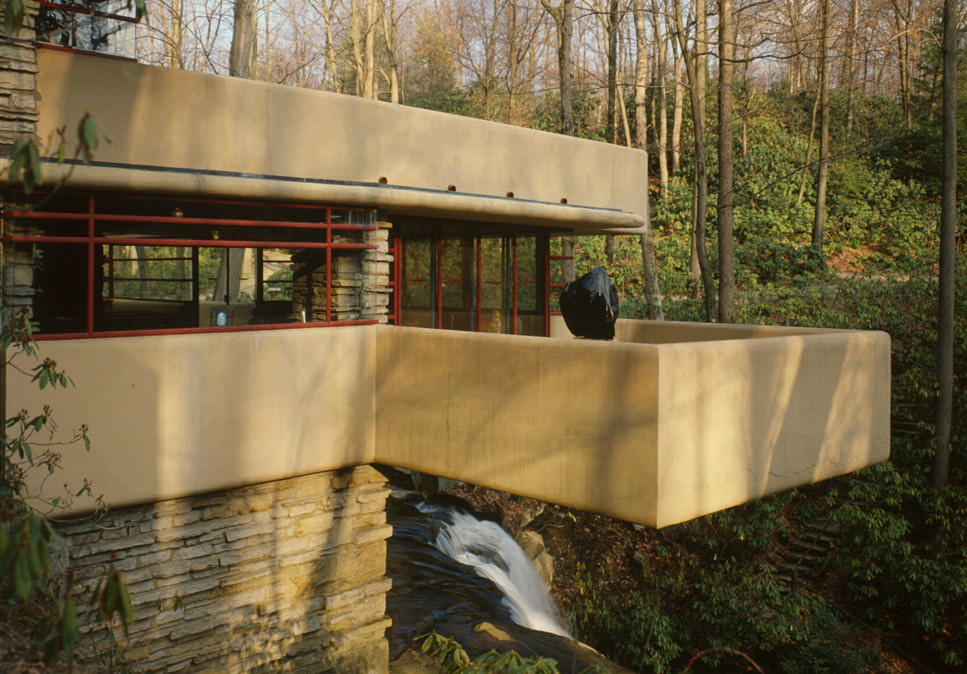
Kragplatte beim Haus Fallingwater

Eine Kragplatte ist ein horizontales, flaches Bauelement, das aus einem Baukörper herausragt. Es geht über eine Außenwand oder Fassade eines Bauwerks hinaus, ohne von Bauelementen wie Stützen oder Pfeilern getragen zu werden.
Statisch spricht man von einem plattenförmigen Kragträger.
Das kann zum Beispiel ein Balkon, also eine auskragende Decke sein, wenn er nicht an der Außenkante abgestützt ist. Oder ein Vordach über einem Eingang oder für Kelleraufgang.
Hinsichtlich der Baukonstruktion ist bei diesen Bauteilen darauf zu achten, dass keine Schwachstelle in der Wärmedämmung des Gebäudes auftritt und die Entwässerung sichergestellt ist.
Bei Bildstöcken wird die Kragplatte oft als einfaches gestalterisches Element ohne besondere Funktion zwischen dem Pfeiler und dem Aufsatz verwendet.